# Tibouchina aspera
Tibouchina aspera là một loài thực vật có hoa trong họ Mua. Loài này được Aubl. miêu tả khoa học đầu tiên năm 1775.